# 빅토르 드 브로이 (1785년)
아실 레옹스 빅토르 샤를 드 브로이(프랑스어: Achille Léonce Victor Charles de Broglie, 프랑스어 발음: [viktɔʁ də bʁɔj, - bʁœj], 1785년 11월 28일 - 1870년 1월 25일)는 프랑스의 정치인이다. 1804년부터 제3대 브로이 공작이 되었고, 7월 왕정하에 국무회의 의장을 맡았다.

## 생애

### 유년기, 외교관으로서 첫 발을 내딛다
빅토르 드 브로이는 브로이 공 빅토르 드 브로이(1756-1794)의 아들로 태어났다. 공포정치 시기 동안 아버지가 참수될 때 고작 9살이었다.
어머니 조피 폰 로젠클라인루프(1764-1828)는 이후 브줄에 감금되었으나, 하인의 도움으로 탈출하는데 성공하여 아이들과 함께 스위스로 갔고, 테르미도르 9일 이후 프랑스로 귀국한다. 
1796년, 어머니는 마르크르네 드 부아예 드 폴미 다르장송(1771-1842)과 재혼한다. 새아버지는 나폴레옹 1세에 반대했고, 이후 자유주의 의원으로서 왕정복고와 7월 왕정에 반대했다. 
새아버지는 젊은 빅토르 드 브로이의 교육을 맡고, 브로이 가문의 영지를 그에게 물려주며, 제국 징병을 면제시켜주고, 그에게 자유주의 이념을 심어주었다. 빅토르 드 브로이는 1809년 국참사원의 심의관으로 임명되었다. (1809) 이어서 그는 일리리아 지방관을, 이후 바르샤바 대사관 보좌를, 이후 빈 대사관 보좌를 맡았다.

### 7월 왕정

#### 새 체제에 첫 발을 내딛다 (1830-1832)
비록 샤를 10세의 몰락을 야기한 음모들에 어떤 역할도 맡지 않았으나, 브로이 공작은 "그 날"의 오를레앙파였다. 브로이 공작은 자신의 <회상록>에서 저술했듯이, 7월 왕정의 열렬한 지지자였다. 1830년 7월 31일부터, 브로이 공작은 파리 광역 위원회에 의해 내각에서 내무장관과 공공사업장관을 맡았다.
반대로, 브로이 공작은 8월 1일 임시 내각에 참여하지 않았으나, 8월 11일 루이필리프 1세 치하의 첫 내각에서 국사원장직과 함께 공교육 및 종교부 장관으로 들어왔다. 브로이 공작은 곧바로 질서 확립의 지지자임을 자처했다.
해당 내각의 몰락 이후 (1830년 11월 2일), 브로이 공작은 프랑수아 기조와 같은 자신의 순리파 동지들이나 카지미르 페리에와 함께 귀족원에서 저항당의 가장 영향력있는 연설가 중 하나가 되었고, 결과적으로, 자크 라피트와 라피트 내각의 반대자가 되었다.